# كلية بروفيدنس
كلية بروفيدنس هي جامعة كاثوليكية خاصة في بروفيدنس (رود آيلاند). بلغ عدد الطلاب المسجلين في ربيع عام 2021 4،128 طالبًا جامعيًا و 688 طالب دراسات عليا بإجمالي عدد طلاب 4،816. الكلية متخصصة في البرامج الأكاديمية في الفنون الحرة.
تأسست الكلية عام 1917، وتقدم 49 تخصصًا أكاديميًا و 34 تخصصًا فرعيًا. يتطلب من جميع طلابها إكمال 16 ساعة معتمدة في تطوير الحضارة الغربية وهو جزء كبير من المناهج الأساسية للكلية.
في ألعاب القوى تتنافس كلية بروفيدنس في القسم الأول من الرابطة الوطنية لرياضة الجامعة وهي عضو مؤسس في مؤتمر بيج إيست الأصلي وهوكي إيست. كانت جزءًا من الكليات الكاثوليكية الست الأخرى التي تركز على كرة السلة والتي انفصلت عن مؤتمر بيج إيست الأصلي (الذي يُسمَّى اليوم «المؤتمر الرياضي الأمريكي») لتشكيل بيج إيستالحالي في بداية العام الدراسي 2013-14.

## التاريخ

### التأسيس
في عام 1917 تأسست كلية بروفيدنس كمدرسة للذكور فقط من خلال جهود أبرشية بروفيدنس ومقاطعة سانت جوزيف الدومينيكية. كان الشخصية المركزية في تأسيس الكلية هو ماثيو هاركنز -أسقف بروفيدانس- الذي سعى إلى مؤسسة من شأنها أن تنشئ مركزًا للتعليم المتقدم للشباب الكاثوليكي في رود آيلاند.
افتتحت الكلية أبوابها عند زاوية شارع إيتون وشارع ريفر بمبنى واحد فقط وهو قاعة هاركينز، بدأت الكلية تحت رئاسة الرئيس الافتتاحي دينيس ألبرت كيسي (1917-1921) بـ 71 طالبًا وتسعة أعضاء هيئة تدريس من دومينيكان. في عهد الرئيس الثاني ويليام ديز نون (1921-1927) وأضافت الكلية أول عضو علماني ضمن أعضاء هيئة التدريس وفتحت أول سكن لها وهي قاعة جوزمان -التي تعرف الآن باسم قاعة مارتن -. في عهد الرئيس لورنزو سي مكارثي  (1927-1936) سرعان ما تلقت كلية بروفيدنس لألعاب القوى لقب «الرهبان». مع اللونين الأبيض والأسود للفريق حققت المدرسة نجاحًا مبكرًا في كرة السلة وكرة القدم وكرة القاعدة. في عام 1933 تلقت المدرسة اعتمادًا إقليميًا من قبل جمعية نيو إنجلاند للمدارس والكليات. منحت الكلية أول درجة ماجستير في الآداب ودكتوراه في الفلسفة وماجستير في العلوم بحلول عام 1935 والذي كان أيضًا العام الذي نُشرت فيه جريدة المدرسة (الطربوش) لأول مرة.
بحلول عام 1939 بُنِيت قاعة أكوينس لاستيعاب المزيد من الطلاب المسجلين في الدراسات العامة، ولكن مع تأثير الحرب العالمية الثانية عند التسجيل ضغط الرئيس جون جي ديلون (1936-1944) على وفد الكونغرس في رود آيلاند لتكليف كلية بروفيدنس بوحدة برنامج التدريب العسكري التخصصي. وصلت الوحدة رقم 1188 إلى الحرم الجامعي في صيف عام 1943 مما سمح للكلية بمواصلة عملها. درس قرابة 380 جنديًا تحت التدريب الهندسة في كلية بروفيدنس لمدة عام قبل السفر إلى الخارج.

### توسع ما بعد الحرب العالمية الثانية
شغل روبرت ج.سلافين منصب الرئيس من عام 1947 إلى عام 1961. خلال فترة عمله في عام 1955 استحوذت بروفيدنس على ملكية بيت الراعي الصالح التي دفعت الحدود الأصلية للحرم الجامعي إلى شارع هكسلي. أشرف سلافين أيضًا على إنشاء فيلق تدريب ضباط الاحتياط (ROTC) في الحرم الجامعي في عام 1951 وبرنامج تكريم الفنون الليبرالية في عام 1957.
حصل برنامج ألعاب القوى في الكلية على قبول في الرابطة الوطنية لرياضة الجامعات (NCAA) في عام 1948. قبل افتتاح قاعة الخريجين في عام 1955 لعب فريق كرة السلة للرجال في مدارس بروفيدانس الثانوية المحلية. استأجرت الكلية أيضًا جو مولاني مدربًا لكرة السلة للرجال.
افتتح الرئيس فينسينت سي دوري (1961-1965) أبواب كلية الدراسات العليا بالكلية بالإضافة إلى مبنى جديد يسمى الآن قاعة ميجر. افتتح الرئيس ويليام ب. هاس (1965-1971) مكتبة فيليبس التذكارية في عام 1969.

### التحول التعليمي المختلط
في عام 1967 أضافت الكلية أول أعضاء هيئة تدريس في أقسام اللاهوت والفلسفة بالإضافة إلى أول عضوة هيئة تدريس بدوام كامل. بعد ذلك بعامين أُلغي قانون اللباس الخاص بالطالب. في عام 1970 قررت الكلية قبول الطالبات ابتداءً من العام الدراسي 1971-1972. في نفس العام عُيِّنت أول مديرة. بحلول عام 1975 -أول سنة تخرجت فيها النساء بعد إكمال دورة دراسية مدتها أربع سنوات- حصلت النساء على مناصب بارزة في المؤسسات المدرسية. كانت آن مارثا فرانك أول امرأة تعدل صحيفة المدرسة الأسبوعية. أصبحت باتريشيا سلونينا أول رئيسة تحرير للمجلة الأدبية. كما كانت آنا مارجريتا كابريرا أول امرأة تعدل الكتاب السنوي «فيريتاس».
أسس الرئيس اللاحق توماس آر بيترسون (1971-1985) برنامج تطوير الحضارة الغربية، بينما في عام 1974 استحوذت الكلية على ممتلكات مستشفى تشارلز في تشابين السابق على الجانب الآخر من شارع هكسلي. بعد ذلك قُسِّم الحرم الجامعي إلى نصفين بواسطة شارع هكسلي، مما وفَّر الحرم الجامعي «العلوي» (نظرًا للطبيعة الشاقة للمناظر الطبيعية في تل سميث) والحرم الجامعي «السفلي» (المنطقة الجديدة المسطحة للكلية). في عام 1974 منحت مدرسة التعليم المستمر أول درجة دبلوم جامعي في الكلية.

### التوسع
خلف جون إف كننغهام  (1985-1994) بيترسون كرئيس في عام 1985 وشهد فريق الهوكي الرجالي الإخوة يفوز ببطولة الهوكي الشرقية الافتتاحية في نفس العام على منافسه كلية بوسطن ويصل إلى مباراة البطولة في بطولة NCAA ليخسر 2– 1 إلى معهد رينسيلار للعلوم التطبيقية. احتلت كرة السلة للرجال مركز الصدارة مرة أخرى في حرم بروفيدنس، حيث أخذ المدرب ريك بيتينو وبيلي دونوفان الإخوة إلى ظهورهم الرابع في النهائي الرابع في بطولة كرة السلة الأولى للرابطة الوطنية لرياضة الجامعات عام 1987. استخدمت كننغهام فرص التعرض وجمع التبرعات لبناء قاعتي إقامة على طراز الشقق في الحرم الجامعي، وهما ديفيس وقاعات بيدفورد، مما يوفر بديلاً عن السكن الجامعي وخارج الحرم الجامعي.
خلف فيليب أ. سميث (1994-2005) كننغهام في 1994 وأشرف على التأثير الجديد لألعاب القوى النسائية في بروفيدنس، حيث فاز العديد من الخريجين والطلاب الحاليين بالميدالية الذهبية لهوكي الجليد للسيدات كجزء من منتخب الولايات المتحدة لهوكي الجليد للسيدات في دورة الالعاب الاولمبية الشتوية 1998 في ناغانو باليابان.
بحلول عام 2001 بُنِيَت كنيسة صغيرة جديدة داخل الحرم الجامعي -كنيسة سانت دومينيك- تبعها بعد ثلاث سنوات تشييد مبنيين رئيسيين آخرين في الحرم الجامعي «السفلي»: قاعة الأجنحة: وهي عبارة عن قاعة إقامة على طراز الأجنحة لتوفير مساكن من الدرجة الأولى ومركز سميث للفنون. أشرف الرئيس براين شانلي (2005-2020) على بناء مركز للياقة البدنية كونكانون في عام 2007 كجزء من تحديث شامل لقاعة الخريجين، وكذلك تحديث وتوسيع مركز سلافن في عام 2009. في عام 2012 أقيمت مبادرة رائدة لمركز روان للعلوم الإنسانية.
ألغ شانلي أيضًا متطلبات سات الخاصة بالكلية للقبول بالإضافة إلى تحويل جزء كبير من أموال المنح الدراسية للمدرسة إلى المساعدة على أساس الحاجة، وذلك من أجل منح المزيد من الطلاب المتنوعين الفرصة لتحمل تكاليف الكلية. في عام 2008 أشرف شانلي على تأسيس كلية بروفيدنس لإدارة الأعمال وأنشأ مدارس منفصلة للفنون والعلوم والدراسات المهنية.
في عام 2018 شيدت كلية بروفيدنس مبنى جديدًا مخصصًا لدراسة العلوم الطبيعية يسمى مجمع العلوم. علاوة على ذلك في 2018 افتتحت كلية بروفيدنس مركز تنمية الإخوة روان (RFDC) البالغة تكلفته 30 مليون دولارًا . RFDC هو مبنى متعدد الأغراض يتميز بإدخال تحسينات على الطلاب الرياضيين -بما في ذلك مختبر ابتكار جديد- ومركز موسع للطب الرياضي ومحطة وقود للطلاب الرياضيين.

## حرم الجامعة

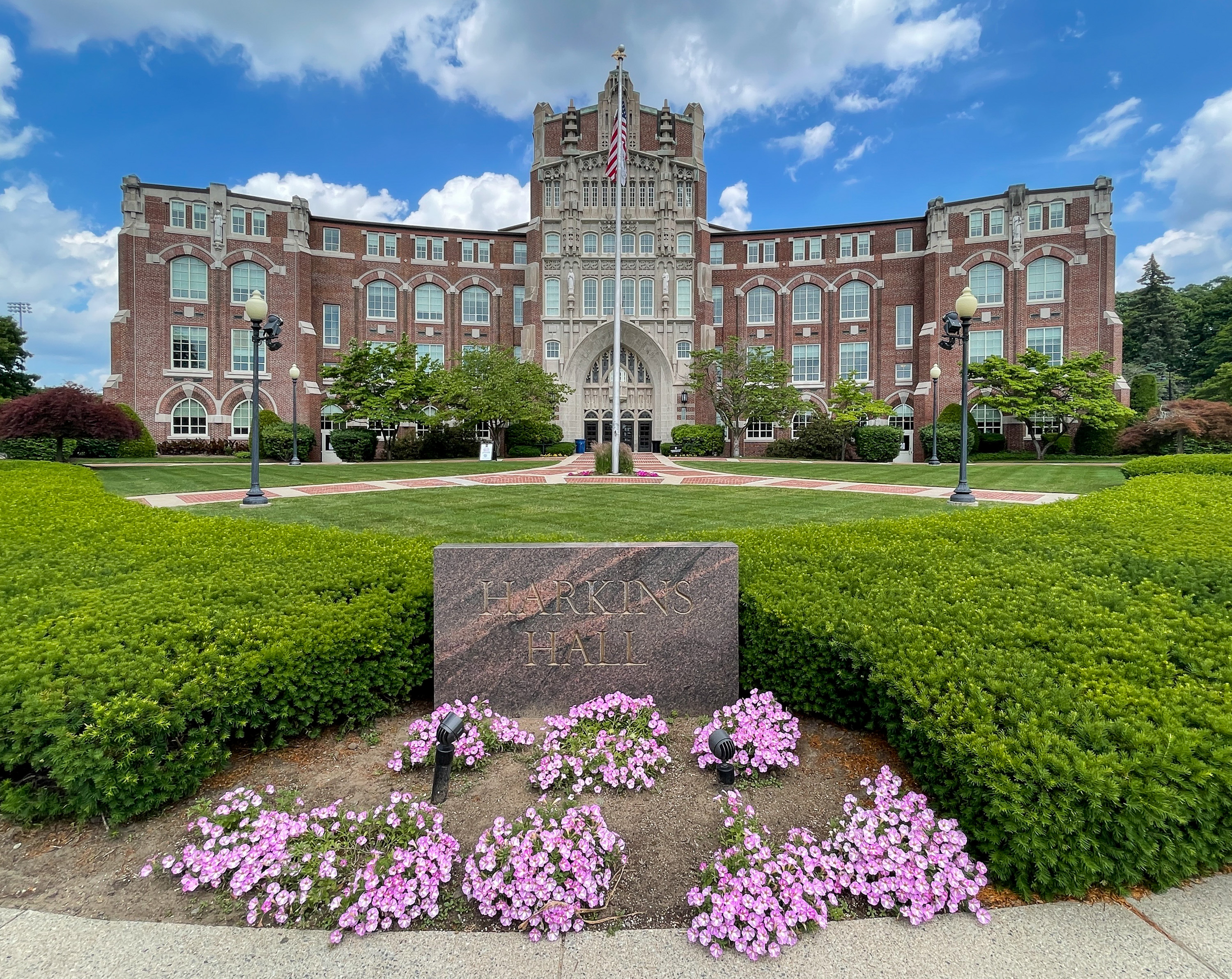
قاعة هاركينز (1919) صممها ماثيو سوليفان على الطراز القوطي الجماعي

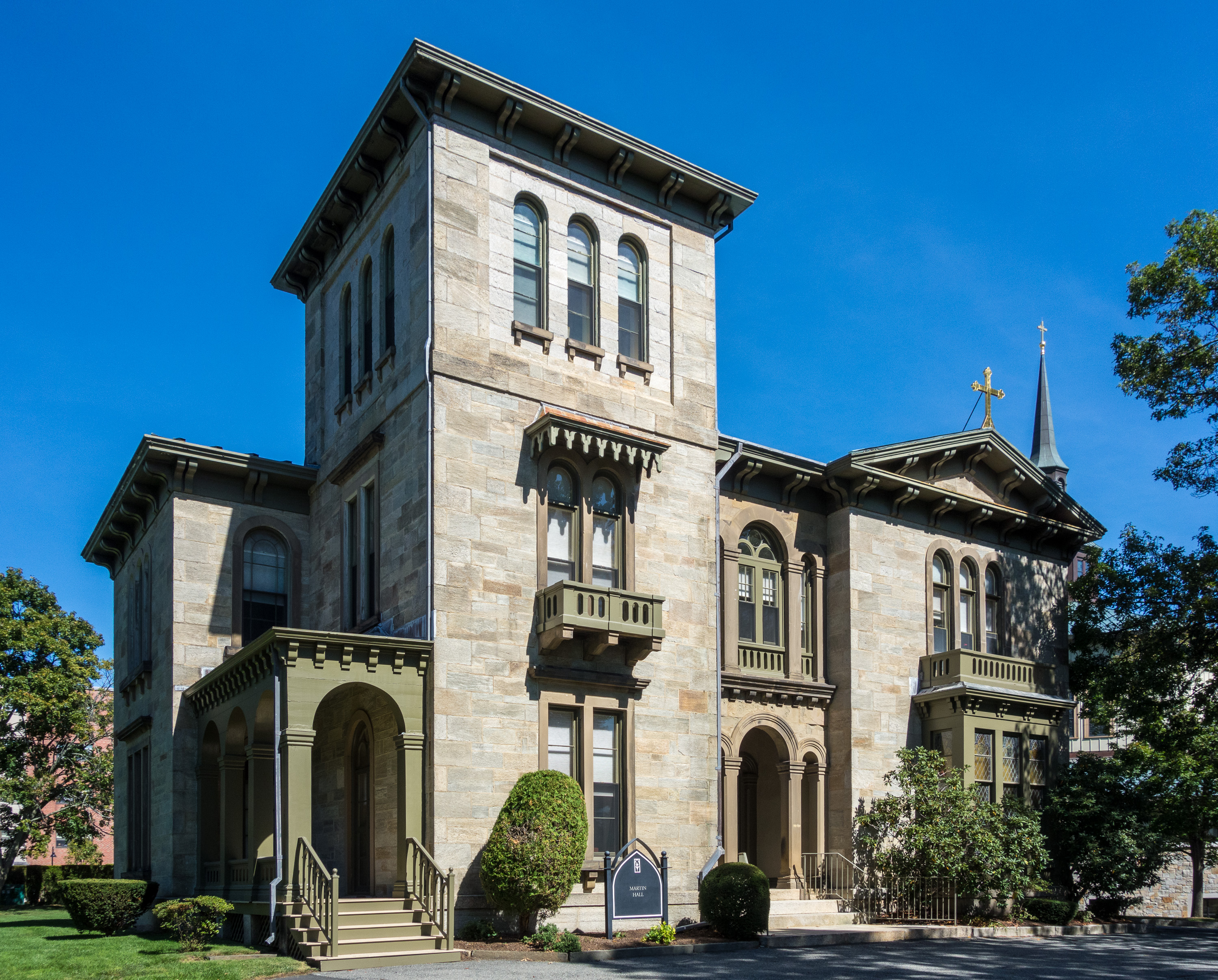
قاعة مارتين (1850) صممها توماس ألكسندر تيفت

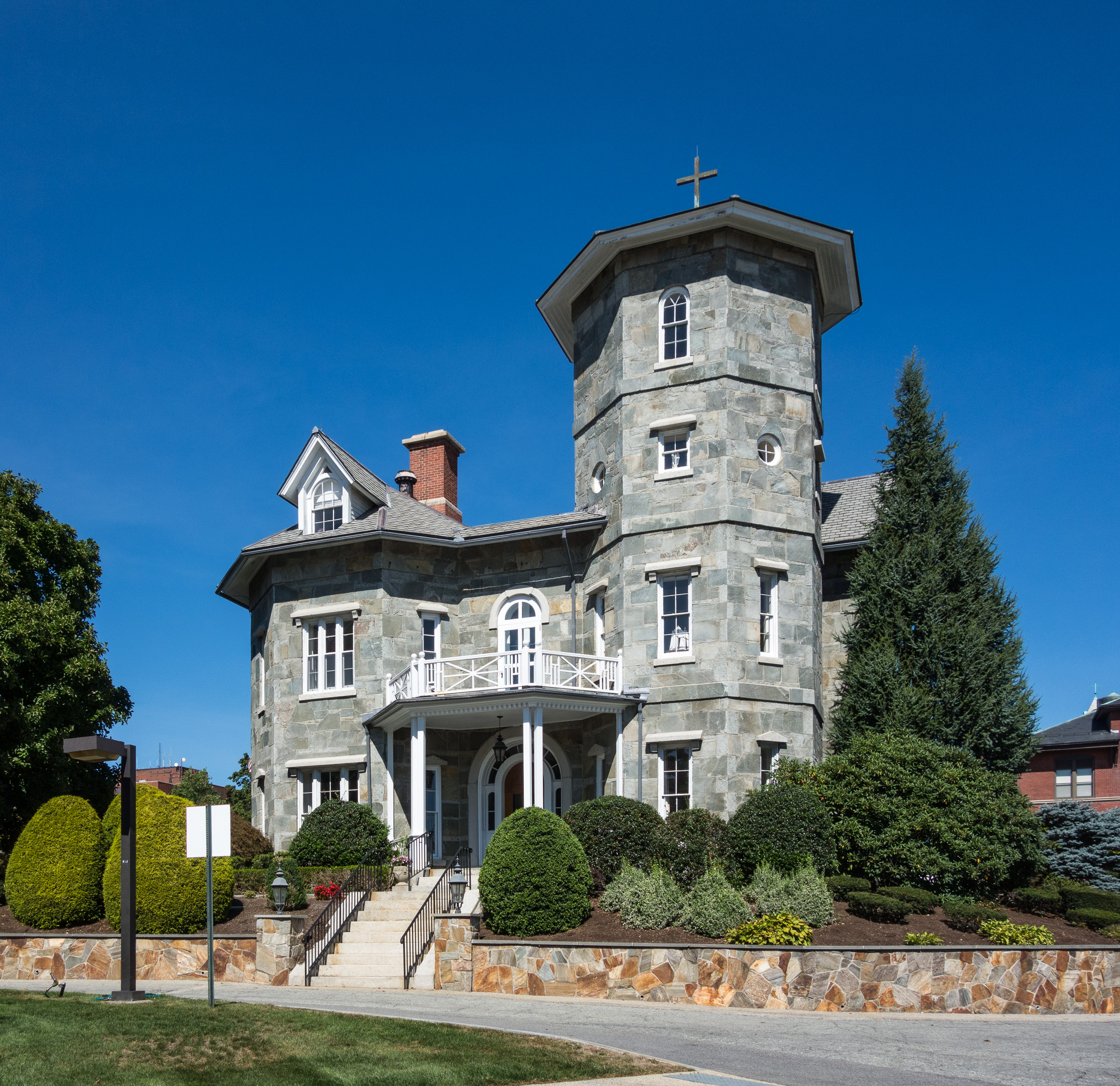
قاعة دومينيك (1850)

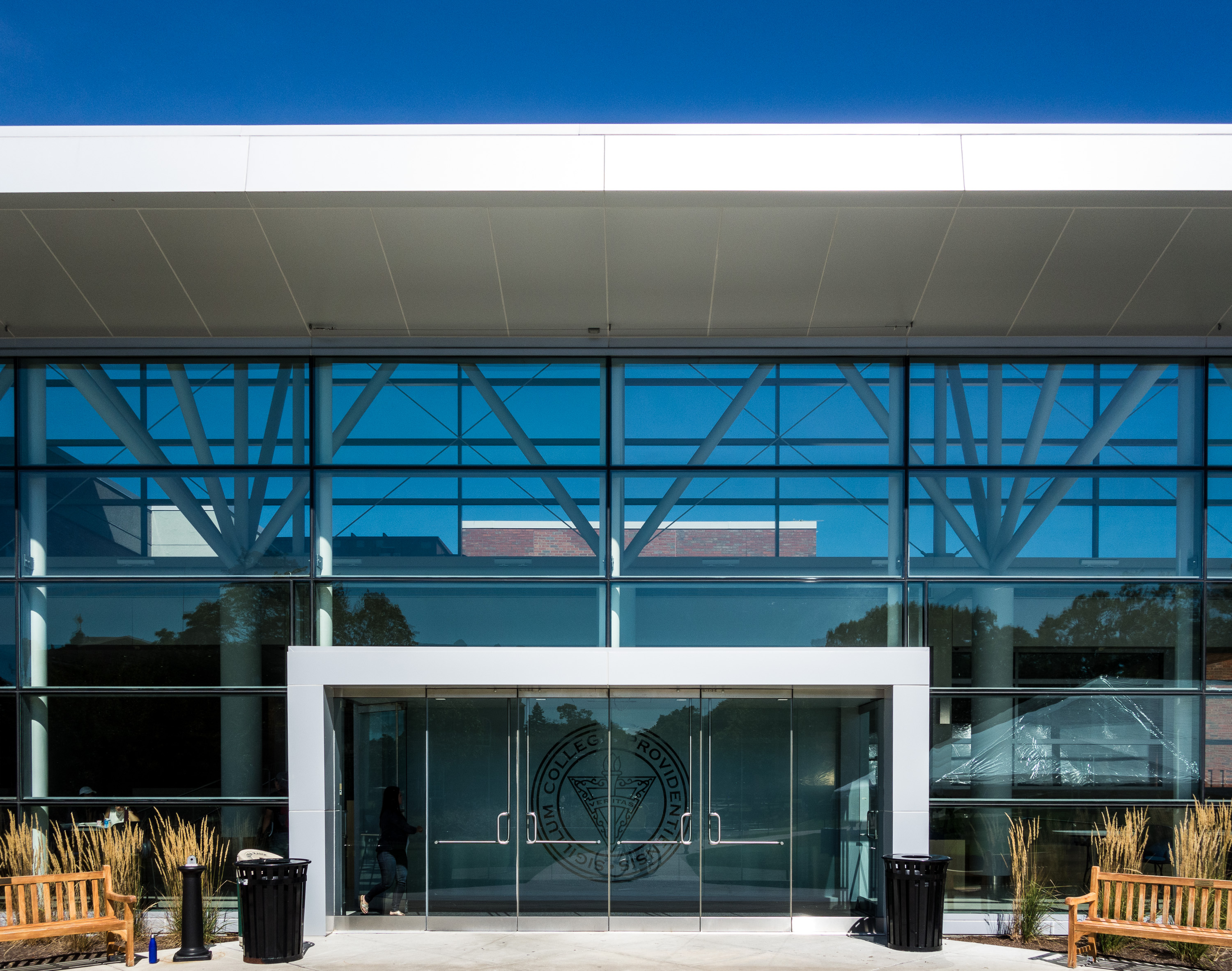
مركز سلافين

تقع الكلية بحرم جامعي يبلغ 105 أكر (0.42 كـم2) في حي إلمهورست بالمدينة على قمة تل سميث وهي أعلى نقطة في مدينة بروفيدنس. يقع الحرم الجامعي في حي حضري سكني على بعد ميلين غرب وسط مدينة بروفيدنس. حي سميث هيل -الذي يحد الطرف الشرقي من الحرم الجامعي- هو منطقة ذات دخل منخفض في الغالب مع معدلات جريمة أعلى من متوسط المدينة.

توجد ثلاث بوابات رئيسية للحرم الجامعي: في ميدان كننغهام (تقاطع شارع ريفر أفينيو وشارع إيتون) وفي شارع هكسلي إلى الحرم الجامعي العلوي وفي الركن الجنوبي الشرقي من الحرم الجامعي السفلي على طول شارع إيتون. يتكون الحرم الجامعي من تسعة عشر مبنى أكاديميًا وإداريًا وتسعة مهاجع وخمسة مجمعات سكنية وثلاثة مساكن وأربعة مبانٍ رياضية ومحطة طاقة ومصنعًا فعليًا وبوابة مكتب أمن. يوجد أيضًا مقبرة دومينيكان وأربعة ملاعب رياضية ومسبح بطول 25 مترًا ومجمعًا لملعب تنس من ستة ملاعب وحقل عشب صناعي والعديد من مناطق وقوف السيارات (بما في ذلك مبنى أسفل ملعب العشب).
انتتهت التجديدات في عام 2009 لمركز سلافين واتحاد طلاب الحرم الجامعي وإضافة الألواح الشمسية ونظام التخزين الحيوي.
بعد شراء شارع هكسلي في عام 2013 بدأت الكلية مشروع تحويل الحرم الجامعي مع خطط لتطوير مرافق الحرم الجامعي لتلبية الاحتياجات المتزايدة للطلاب. تشمل التجديدات اعتبارًا من أكتوبر 2015 إنشاء مركز آرثر وباتريشيا رايان للدراسات التجارية وإمكانية وصول ذوي الاحتياجات الخاصة إلى قاعة الأكويني بالإضافة إلى الفصول الدراسية الخارجية.

## التنظيم والإدارة
منذ عام 1934 حكم كلية بروفيدانس 12 عضوا من مؤسسات تجارية ومجلس أمناء يتكون من 25 إلى 35 عضوا.
تتكون المؤسسة من أربعة أعضاء بحكم مناصبهم: رئيس الكلية ورئيس حكومة المقاطعة السابقة لمقاطعة سانت جوزيف الدومينيكية وأسقف أبرشية بروفيدانس ورئيس مجلس الأمناء. بالإضافة إلى ذلك هناك ثمانية أعضاء آخرين يخدم كل منهم لمدة ثلاث سنوات أربعة من الرهبان الدومينيكان وأربعة أشخاص عاديون. تتمتع الشركة «بالسلطة النهائية لممارسة السيطرة على ملكية الممتلكات وإصدار وتعديل اللوائح وقبول أو رفض التوصية الخاصة بالانتخاب لرئاسة الكلية من قبل مجلس الأمناء وانتخاب أعضاء المؤسسة ومجلس الأمناء».
يُتعامل مع جميع شؤون الكلية الأخرى غير المخصصة للمؤسسة من قبل مجلس الأمناء الذي يجتمع ثلاث مرات في السنة. وتشمل هذه الواجبات «تحديد الأهداف المؤسسية الرئيسية والمشاركة في التخطيط بعيد المدى وصنع السياسات والإشراف على ميزانية التشغيل السنوية للكلية والإشراف على عملية المراجعة والتوصية بمراهق دومينيكي للانتخاب لرئاسة الكلية.» يعمل جميع أعضاء المؤسسة ونائب الرئيس التنفيذي للكلية في مجلس الأمناء بحكم مناصبهم بالإضافة إلى المرشحين المنتخبين من قبل المؤسسة الذين يخدمون لمدة أقصاها ثلاث فترات لمدة ثلاث سنوات.

## أكاديميون

### خلفية عامة
اعتبارًا من عام 2019 أبلغت كلية بروفيدنس عن معدل قبول بنسبة 47.5 في المائة. يبلغ متوسط حجم الفصل 21 طالبًا، مع ما يقرب من نصف جميع الفصول تضم أقل من 20 طالبًا. نسبة الطلاب إلى أعضاء هيئة التدريس هي 12 إلى 1.
تُدرَّس جميع الفصول من قبل أساتذة بدوام كامل. تقدم الكلية 49 تخصصًا و 34 تخصصًا فرعيًا. يعلن غالبية الطلاب عن تخصصات في الفنون الحرة أو الأعمال. بغض النظر عن التخصص يتعين على جميع الطلاب إكمال المنهج الأساسي الذي يتضمن اعتمادات في تطوير الحضارة الغربية والرياضيات والفلسفة واللاهوت والعلوم الطبيعية والإنجليزية والفنون الجميلة والعلوم الاجتماعية. بدءًا من فصل 2016، عُدِّل المنهج الأساسي لتقليل الاعتمادات المطلوبة في العلوم الطبيعية والعلوم الاجتماعية مع إضافة وحدات دراسية في مجال «التركيز الأساسي» بالإضافة إلى الكفاءات في الكتابة المكثفة والتواصل الشفوي والتنوع والمدني الارتباط.
تتكون مكتبة فيليبس التذكارية -التي شُيدت في عام 1969- من 3.5 مليون مجلد وهي عضو في اتحاد مكتبات هيلين في رود آيلاند.

### الأقسام الأكاديمية
تضم كلية بروفيدنس أربع كليات: كلية الآداب والعلوم وكلية إدارة الأعمال وكلية الدراسات المهنية ومدرسة التعليم المستمر.
أُنشِئت كلية الآداب والعلوم في عام 2008 كجزء من إضافة الكلية لكلية إدارة أعمال قائمة بذاتها. تقدم المدرسة درجات جامعية في العلوم الاجتماعية والعلوم الطبيعية والرياضيات والعلوم الإنسانية والفنون الجميلة. كما تقدم برامج الدراسات العليا مع درجة الماجستير في الآداب في التاريخ والدراسات الكتابية والرياضيات واللاهوت بالإضافة إلى درجة الماجستير في الدراسات اللاهوتية.
أُنشِئت كلية إدارة الأعمال في عام 2008 وبدأت على الفور عملية الاعتماد ل جمعية تطوير كليات إدارة الأعمال أي أي سي أس بي. تم الحصول على الاعتماد الناجح للكلية في عام 2012. تقدِّم الكلية أربع درجات جامعية في إدارة المالية والمحاسبة والتسويق بالإضافة إلى ماجستير في إدارة الأعمال (MBA) برنامج الدراسات العليا. تقدم المدرسة أيضًا برنامج شهادة في دراسات الأعمال.
أُنشِئت كلية الدراسات المهنية كمدرسة منفصلة في عام 2008 وتشمل برامج البكالوريوس والدراسات العليا في التعليم والتعليم الخاص والعمل الاجتماعي والسياسة الصحية. كما يقدم برنامج الشهادة في إدارة التربية الخاصة.
تقدم مدرسة التعليم المستمر دورات لإكمال درجة الزمالة أو درجة البكالوريوس مع برامج تشمل العلوم الاجتماعية واللاهوت والدراسات التنظيمية والعلوم الإنسانية والدراسات الليبرالية. بالإضافة إلى ذلك فإنها تقدم العديد من برامج الشهادات بما في ذلك برنامج شهادة المعلم (TCP).

### البرامج الأكاديمية

#### برنامج تكريم الفنون الليبرالية
أُنشئ برنامج تكريم الفنون الليبرالية في عام 1957 ويقبل ما يقرب من 125 طالبًا في كل صف جديد ويقدم ثلاثة مستويات من المنح الأكاديمية للمشاركة في البرنامج. يأخذ طلاب مرتبة الشرف دورات منفصلة لتنمية الحضارة الغربية مع فصول أصغر بالإضافة إلى فصل أو فصلين على مستوى مرتبة الشرف في برامج أخرى ودورة تتويجا تكرم «الندوة».

#### تطور الحضارة الغربية

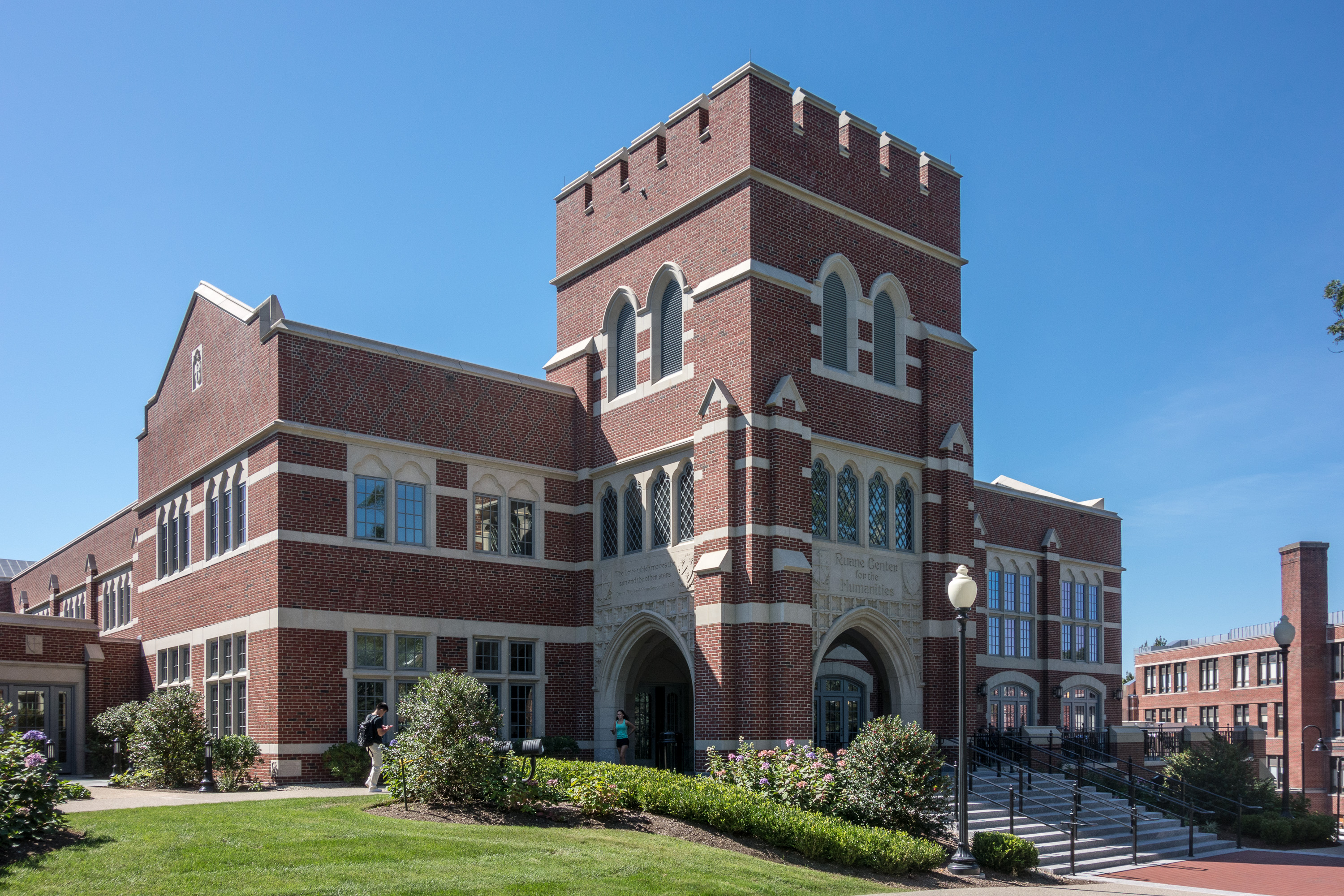
بُني مركز روان للعلوم الإنسانية في عام 2013 لبرنامج تطوير الحضارة الغربية.

تطور الحضارة الغربية (يشار إليه عادة من قبل الطلاب باسم "Civ" أو "DWC") هو برنامج مدته سنتان من الدورات المطلوبة من جميع الطلاب الملتحقين بالمدرسة والتي تؤخذ في الفصول الأربعة الأولى للطلاب في المدرسة. الاجتماع في مركز روان للعلوم الإنسانية، بُنِيَت قاعة محاضرات خصيصًا في عام 2013 للبرنامج، يجتمع الفصل ثلاثة أيام في الأسبوع، مع تخصيص يوم واحد عادةً لعمل الندوة و/أو الامتحانات. يُدرَّس للفصل من قبل فريق من الأساتذة عادة ثلاثة أساتذة متخصصين في الأدب أو اللاهوت أو الفلسفة أو التاريخ. يتنقل الطلاب عبر التاريخ الغربي ويدرسون النصوص الأصلية في كل من التخصصات الأربعة للدورة. يتضمن برنامج تطوير الحضارة الغربية الجديد -الذي نُفِّذَ في أواخر عام 2012- ثلاثة فصول دراسية من المحاضرات القياسية التي تنتقل زمنياً من التاريخ القديم إلى العصر الحديث. نُظِّم الفصل الرابع والأخير من البرنامج في ندوات مختلفة ودورات متخصصة يدرسها أستاذان يركزان بشكل أكبر على اهتمامات الطلاب وتخصصاتهم.
هناك تقليد نما بمرور الوقت من دورة تسمى "Civ Scream". يقام هذا الحدث في الليلة السابقة لامتحانات تطور الحضارة الغربية النهائية في ديسمبر ومايو، وعادة ما يتمحور حول منطقة بين قاعات الأكويني وميجر و مكدورموت. يُقصد منه أن يكون تجمعًا غير ضار للتنفيس عن سعات الدراسة الطويلة للامتحان النهائي للدورة المكثفة وهو غير مسموح به تمامًا. على هذا النحو يمكن أن يصبح "Civ Scream" صاخبًا وصاخبًا مع السلوك الوحشي والحفلات والتخطيط.

## الحياة الطلابية
يتكون عدد طلاب كلية بروفيدنس من حوالي 3852 طالبًا جامعيًا و 735 طالب دراسات عليا. اعتبارًا من عام 2012 58 في المائة من الطلاب من الإناث في حين أن 42 في المائة من الذكور. يُختار الطلاب في الغالب من ولايات جنوب نيو إنجلاند في رود آيلاند وماساتشوستس وكونيتيكت وكذلك نيويورك ونيوجيرسي وولايات وسط المحيط الأطلسي الأخرى. حوالي ثلث الطلاب الوافدين التحقوا بمدارس ثانوية كاثوليكية.

### التنوع
صنَّف استطلاع عام 2007 نشرته برينستون ريفيو كلية بروفيدنس على أنها تضم أكثر عدد من الطلاب تجانسًا في الدولة. اعتبارًا من عام 2012، 88 في المائة من الطلاب من البيض أو لم يُبلغ عنهم في حين أن 4 في المائة من الطلاب يأتون من خارج الولايات المتحدة. في عام 2011 أنشأ الرئيس برايان شانلي مكتبًا للتنوع المؤسسي أثناء تعيينه لرئيس التنوع للمساعدة في تحقيق التوازن بين التمثيل الاجتماعي والاقتصادي للكلية. في عام 2017 تصدرت المدرسة قائمة برينستون ريفيو لمعظم الكليات المنفصلة.
في حين أن 95 في المائة من الطلاب هم من السكان يعيش 17 في المائة في مساكن قريبة خارج الحرم الجامعي. القواعد الجدارية المطبقة على جميع الطلاب الجدد في الجامعة تحد من ساعات الزيارة للطلاب من الجنس الآخر في المهاجع.
اعتبارًا من عام 2011 صُنِّفت كلية بروفيدنس في المرتبة الأولى في البلاد من قبل برينستون ريفيو في فئة "Lots of Hard Liquor".

### النوادي والأنشطة
يدير الطلاب محطة إذاعة الكلية WDOM وكذلك محطة التلفزيون PCTV داخل الحرم الجامعي. صنفت المحطة الإحدى عشر من بين أفضل محطة إذاعية جامعية في البلاد من قبل برينستون ريفيو في 2011. كانت صحيفة الحرم الجامعي التي يديرها الطلاب منذ عام 1935 هي «ذا كاول».
الكلية لا تقر رسميًا الحياة اليونانية لا توجد أخويات أو جمعيات نسائية داخل الحرم الجامعي أو خارجه.
أقدم نادي/منظمة طلابية في الكلية هي جمعية مناقشة كلية بروفيدنس. تأسست في عام 1921 وشهدت عدة فترات من الخمول والإحياء اللاحق.

## ألعاب القوى

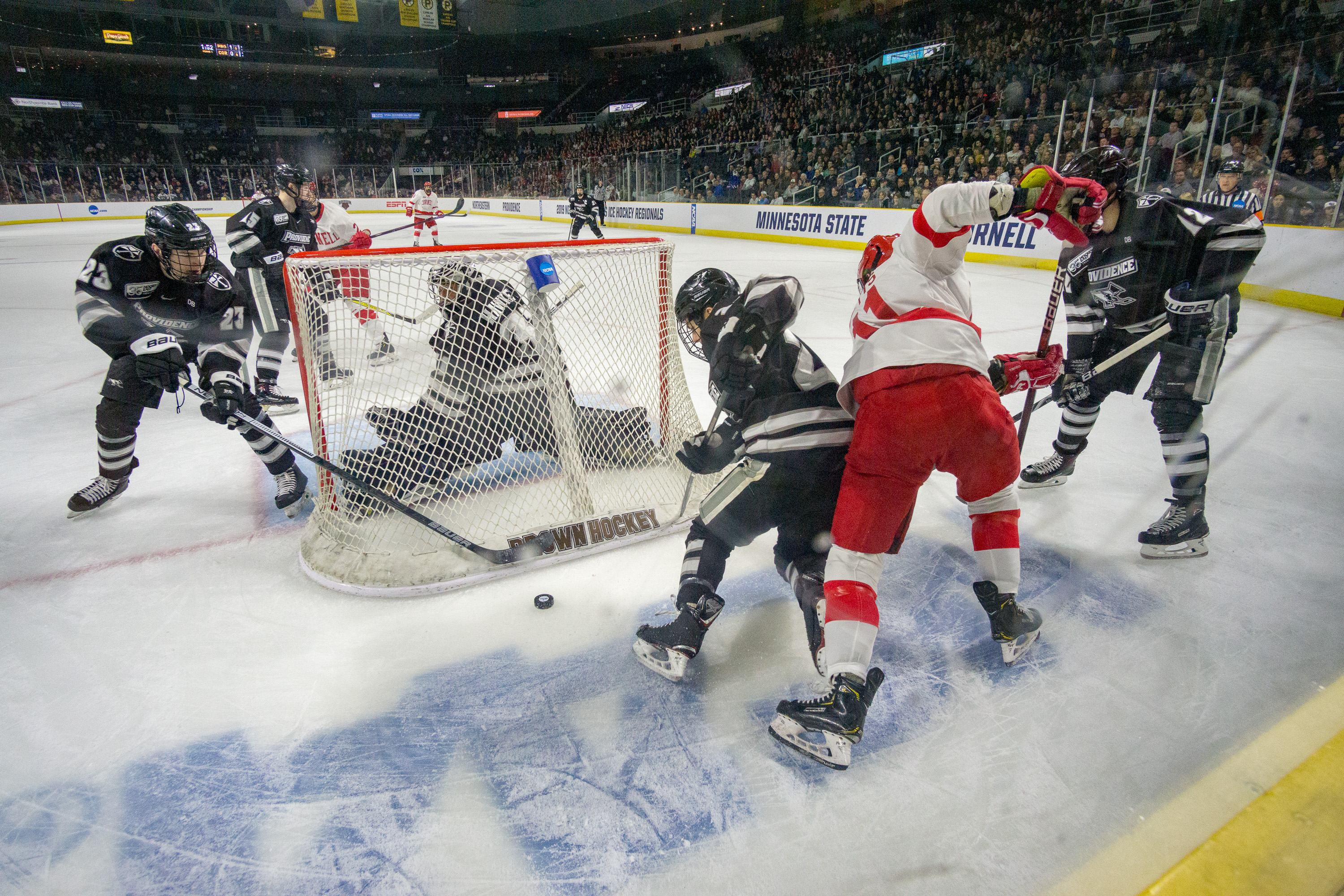
لعب جامعة كورنيل في عام 2019

يُطلق على الفرق الرياضية البالغ عددها 19 في المدرسة من الرجال والنساء اسم الإخوة على اسم الرهبنة الدومينيكية الكاثوليكية التي تدير المدرسة. هم الفريق الجماعي الوحيد الذي يستخدم اسم الفريق هذا. تشارك جميع الفرق في القسم الأول للرابطة الوطنية لرياضة الجامعات وفي مؤتمر بيج إيست باستثناء برامج هوكي الجليد للرجال والسيدات والتي تتنافس في هوكي إيست. في عام 2015 فاز فريق الهوكي للرجال بأول بطولة وطنية للرابطة الوطنية لرياضة الجامعات.
المدير الرياضي الحالي للمدرسة هو روبرت دريسكول. ألوان الفريق هي الأسود والأبيض مثل الدومينيكان. صدُرَت الشعارات وعلامات الهوية الحالية للمدرسة في عام 2002 وهي تعرض صورة راهب يرتدي قبعة سوداء (غطاء محرك السيارة) للدومينيكان فوق علامة الكلمة. تستخدم جميع الفرق الشعار الأساسي باستثناء فرق الهوكي التي تستخدم شعار «الإخوة للتزلج» منذ عام 1973. أقرب منافسات المدرسة هي جامعة بوسطن وكلية بوسطن في لعبة الهوكي وجامعة كونيتيكت وجامعة رود آيلاند في الرياضات الأخرى بالمدرسة خاصة في كرة القدم والتنس والسباحة والغوص وكرة السلة. كان لدى كلية بروفيدنس فريق كرة قدم متعدد الكليات يحظى باحترام كبير: لعب اثنان من الطلاب السابقين كرة قدم احترافية لفريق نيويورك لكرة القدم جاينتس ( تشارلز أفيديسيان وهانك سوار ). توقف برنامج الإخوة بروفندس لكرة القدم في عام 1941.

### كرة السلة للرجال

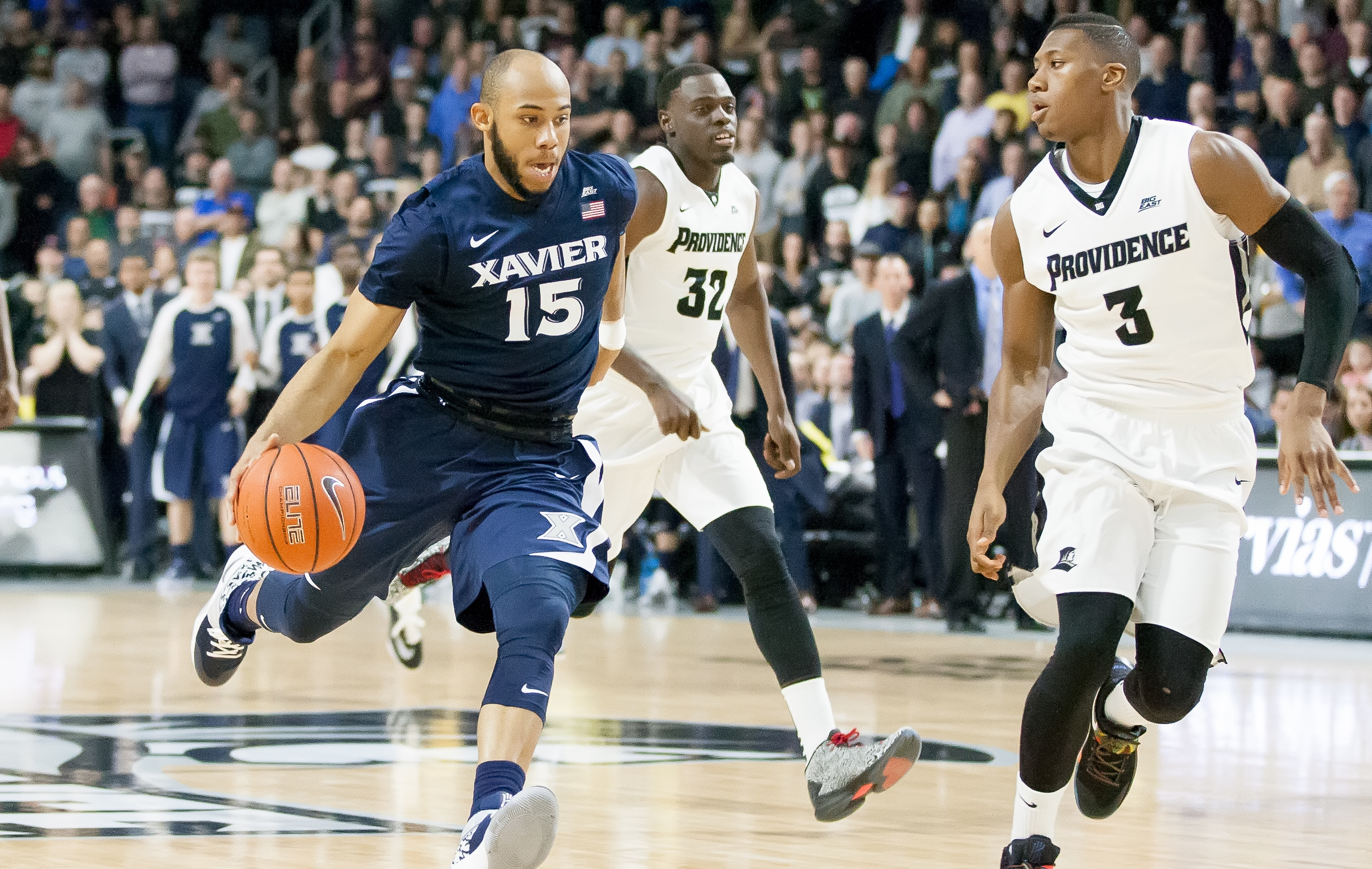
جامعة كسفاريوس تلعب دور كلية بروفيدنس في مركز دونكين دوناتس في عام 2016.

فريق كرة السلة للرجال هو عضو أصلي في مؤتمر بيج إيست الذي أُنشيء في عام 1979 من قبل مجموعة بقيادة مدرب بروفيدنس السابق ديف جافيت ومقره في بروفيدنس. يلعب الإخوة ألعابهم المنزلية في مركز دونكين دوناتس الذي يتسع لـ 13000 مقعدًا في وسط مدينة بروفيدنس وهو مرفق خضع لمبلغ 80 مليون دولارًا  لعملية تجديده في عام 2008. على الرغم من تسجيل أصغر عدد من المدارس في مؤتمر بيج إيست إلا أن الإخوة بلغ متوسطهم بشكل روتيني أكثر من 10000 معجب لكل لعبة خلال 30 عامًا من تاريخ المنشأة، كل ذلك أثناء كسب أرصفة ما بعد الموسم ووضع العديد من اللاعبين في الاتحاد الوطني لكرة السلة. بالإضافة إلى إنتاج لاعبي الدوري الاميركي للمحترفين أصبح لاعبو ومدربون الإخوة السابقون أيضًا رموز كرة السلة في عالم التدريب مثل ريك بيتينو وبيلي دونوفان وليني ويلكنز وبيت جيلن وريك بارنز وجوني إيغان وجون طومسون. يُدرَّب الفريق حاليًا من قبل إد كولي.

## العلامات والأختام
تمثل الهوية الرسمية للكلية شكل نافذة في قاعة هاركينز مع شعلة من الداخل، يمثل الصدق أو "Truth" شعار الكلية الرسمي. استُعير شعار الكلية من النظام الدومينيكي وقد استُخدِم منذ بداية الكلية.
الختم الرسمي لكلية بروفيدنس هو مثلث مزخرف يمثل الثالوث مع شعلة التعلم وتمرير مع شعار الكلية الصدق متراكب عليه. الختم مُحاط بحلقة بداخله عبارة "Sigillum Collegii Providentiensis" (التي تعني «ختم كلية بروفيدنس»).

## الخريجون المتميزون
يشمل خريجو كلية بروفيدنس عدد من السياسيين والقضاة البارزين المحليين والوطنيين. تخرج السناتور الأمريكي السابق من ولاية كونيتيكت كريس دود في عام 1966 بدرجة بكالوريوس الآداب في الأدب الإنجليزي، بينما تخرج والده توماس جي. دود -وهو أيضًا عضو مجلس الشيوخ الأمريكي لفترة طويلة من ولاية كونيتيكت- في عام 1930 بدرجة في فلسفة. كما حصل ممثل الولايات المتحدة السابق من ولاية رود آيلاند باتريك ج. كينيدي -نجل السناتور الأمريكي السابق تيد كينيدي- على درجة البكالوريوس في العلوم عام 1991.
بالإضافة إلى ذلك حصل لاعب كرة السلة الخريج عام 1963 ريموند فلين (دفعة 1963) على درجة البكالوريوس في الآداب في التربية – الدراسات الاجتماعية قبل أن يشغل منصب عمدة بوسطن لمدة ثلاث فترات وسفير الولايات المتحدة لدى الكرسي الرسولي. تخرج ريتشارد إم. دالي عمدة شيكاغو لستة فصول دراسية في عام 1964 من كلية بروفيدنس. كما تخرج المدعي العام السابق للولايات المتحدة وعضو مجلس الشيوخ الأمريكي من ولاية رود آيلاند وحاكم ولاية رود آيلاند ج. هوارد ماكغراث في الكلية عام 1926.
في ألعاب القوى تخرج اللاعبان أو المدربان في قاعة مشاهير كرة السلة ليني ويلكنز وجون طومسون في كلية بروفيدنس. أيضًا لعبت البطلة الأولمبية حارسة هوكي الجليد ،-سارة ديكوستا- لصالح بروفيدنس. بالإضافة إلى ذلك تخرج بيلي دونوفان بطل دوري كرة السلة NCAA للرجال لمرتين وبطل كرة السلة للرجال بجامعة فلوريدا سابقًا والمدرب الرئيسي الحالي لشيكاغو بولز (فئة عام 1987) في كلية بروفيدنس. وكذلك فإن مفوض مؤتمر بيج إيست السابق جون ماريناتو (دفعة 1979) خريج كلية بروفيدنس، بينما تخرج كل من: المدير العام السابق لتورونتو ميبل ليفس بريان بيرك (فصل 1977) والرئيس التنفيذي/الرئيس السابق لنيوجيرسي ديفلز والمدير العام السابق لتورنتو مابل ليفز والمدير العام الحالي لنيويورك آيلاندر لو لامورييلو (فصل 1963) ورئيس بوسطن سيلتيكس ريتش جوثام (دفعة 1986) في الجامعة أيضًا.

كما يُعد كل من: الممثل جون أوهيرلي (فئة عام 1976) المخرجين السينمائيين بيتر فارلي (فئة عام 1979) وجيمس أوبراين (فئة عام 1992) والمنتج والممثل السينمائي ديفيد جير (فئة عام 1979) والممثلة كوميدي جانين جاروفالو (فئة 1986) من خريجي كلية بروفيدنس.

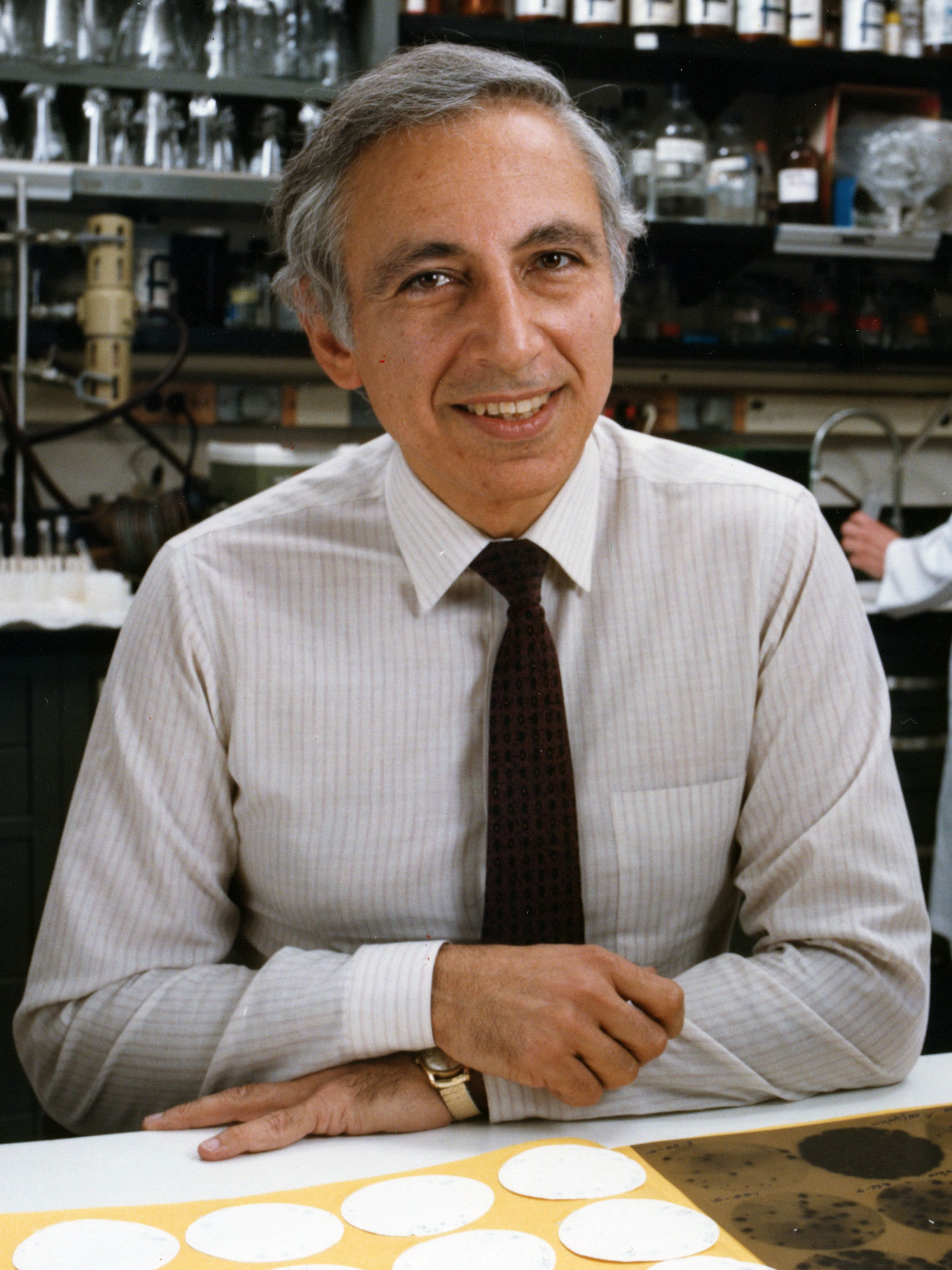
روبرت جالو  الباحث والمكتشف في الطب الحيوي لفيروس نقص المناعة البشرية.
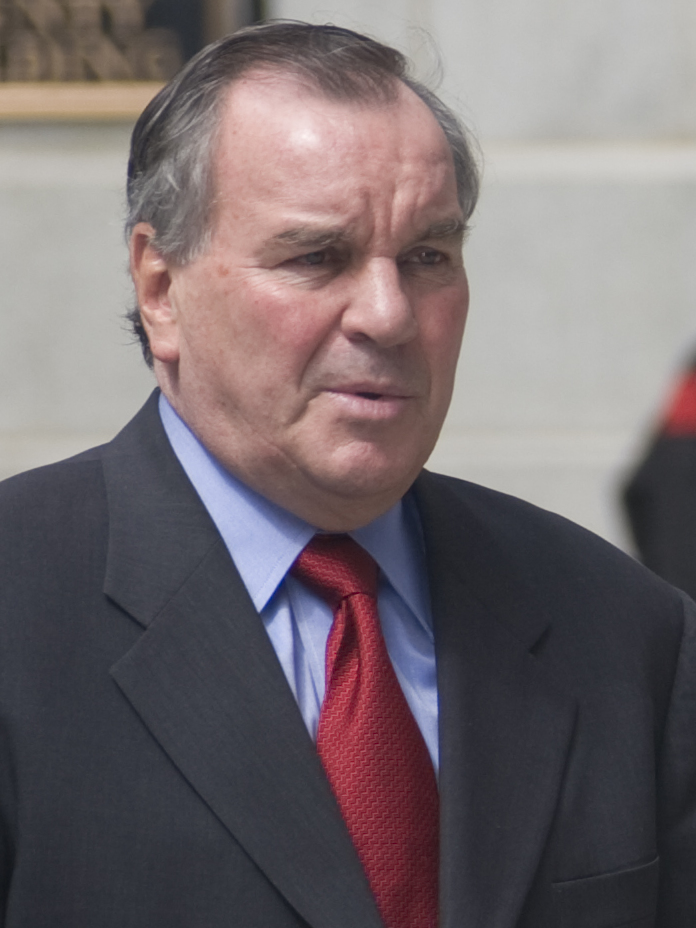
ريتشارد إم دالي، عمدة شيكاغو [الإنجليزية] لستة فترات.
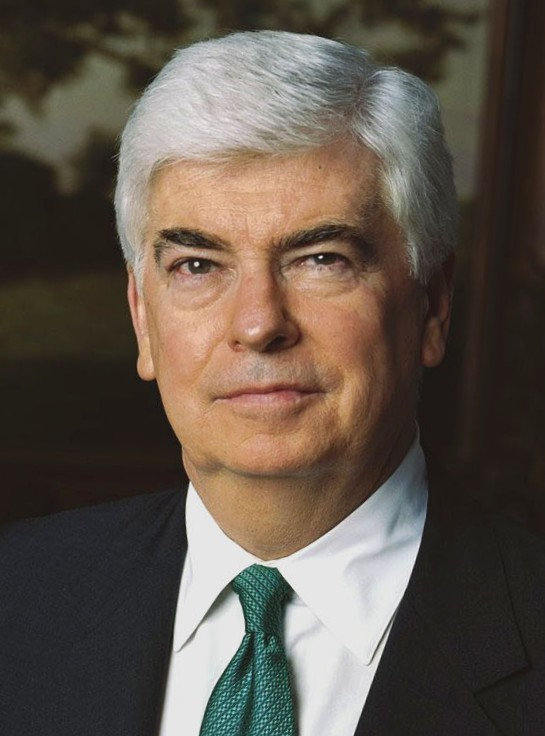
كريس دود، السناتور الأمريكي السابق.
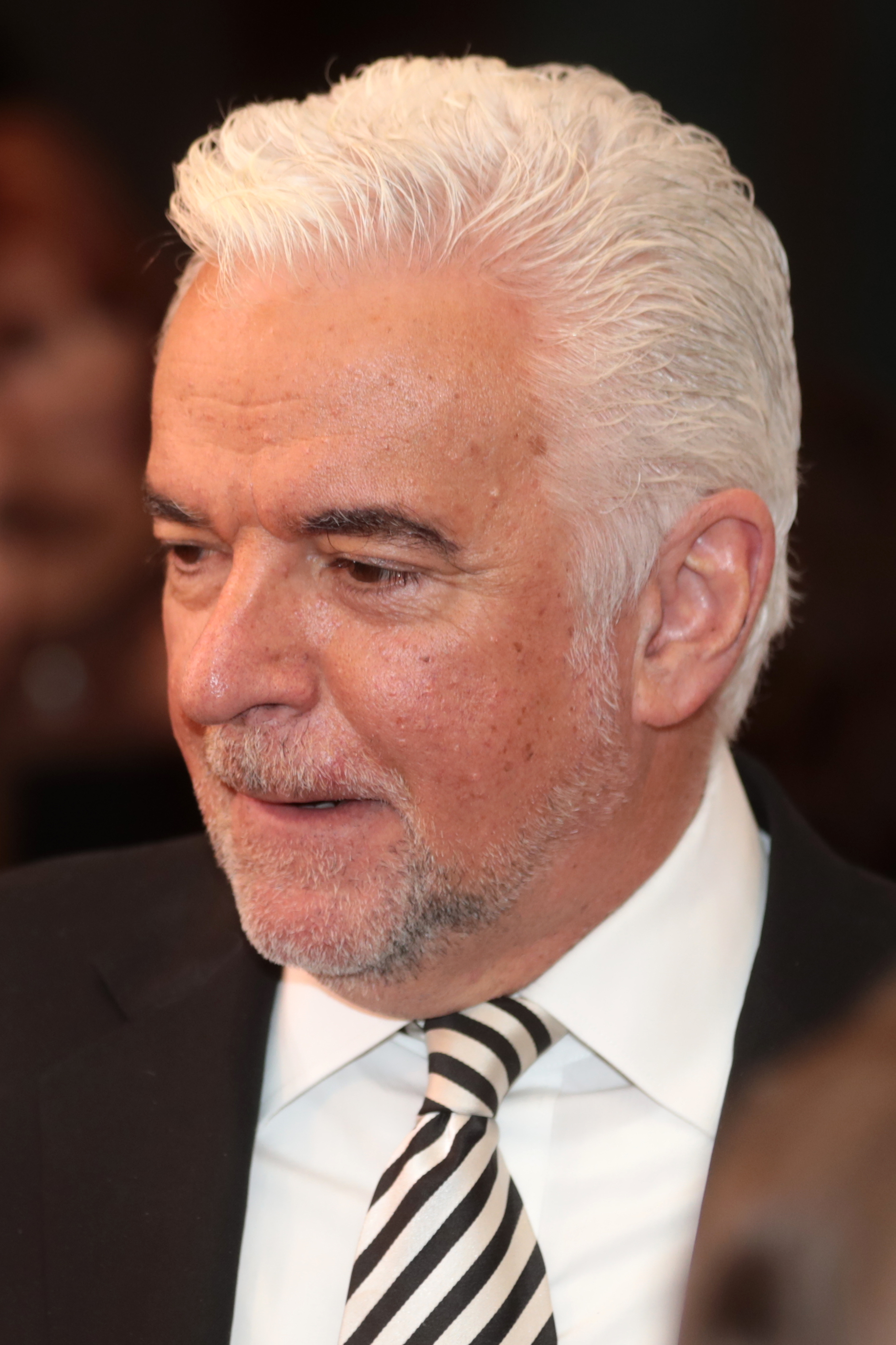
الممثل الكوميدي جون أوهيرلي  [لغات أخرى]‏.
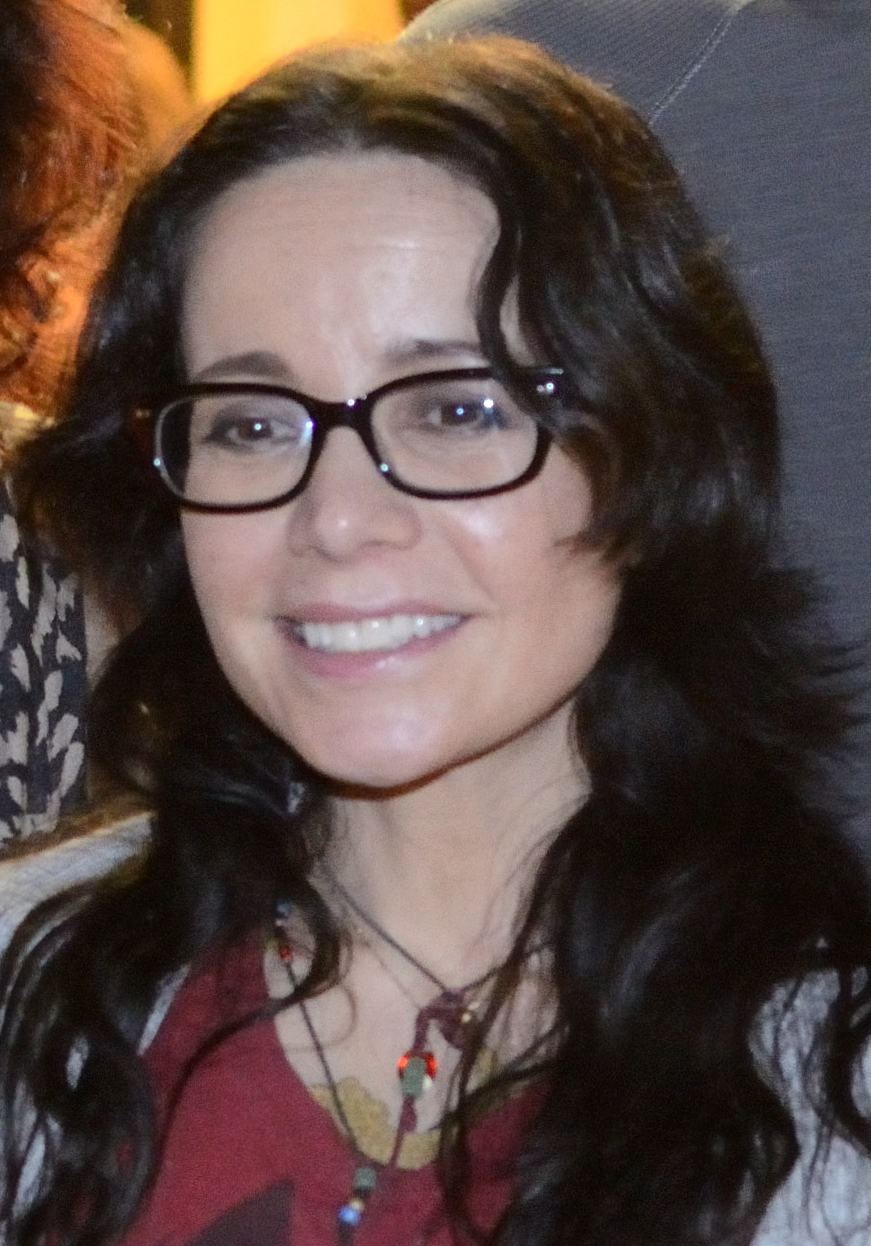
الممثلة الكوميدية جينين غاروفالو.
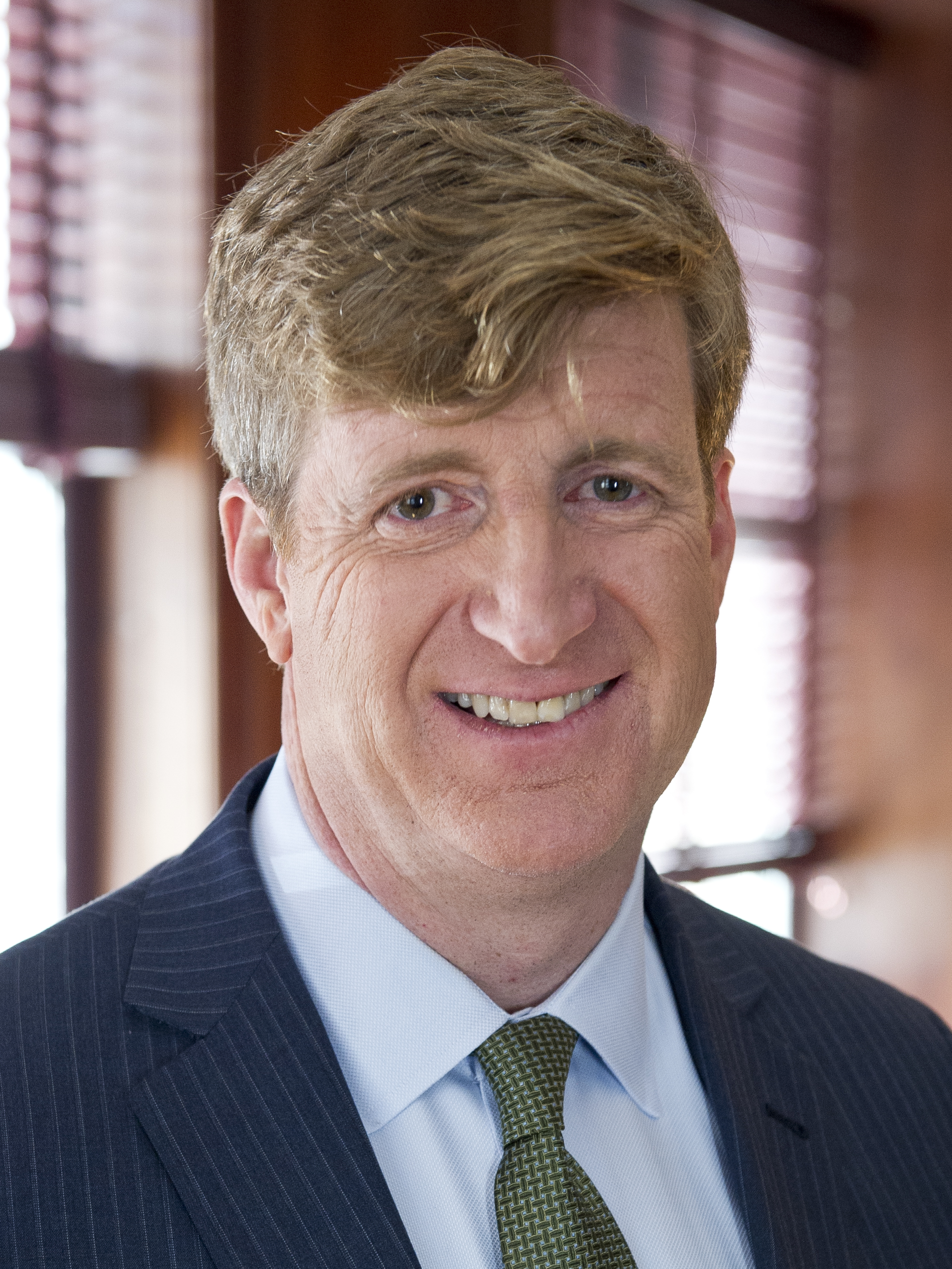
الممثل الأمريكي السابق باتريك ج. كينيدي  [لغات أخرى]‏.

## روابط خارجية
- الموقع الرسمي
- موقع كلية بروفيدنس لألعاب القوى